# Gießener Rudergesellschaft 1877

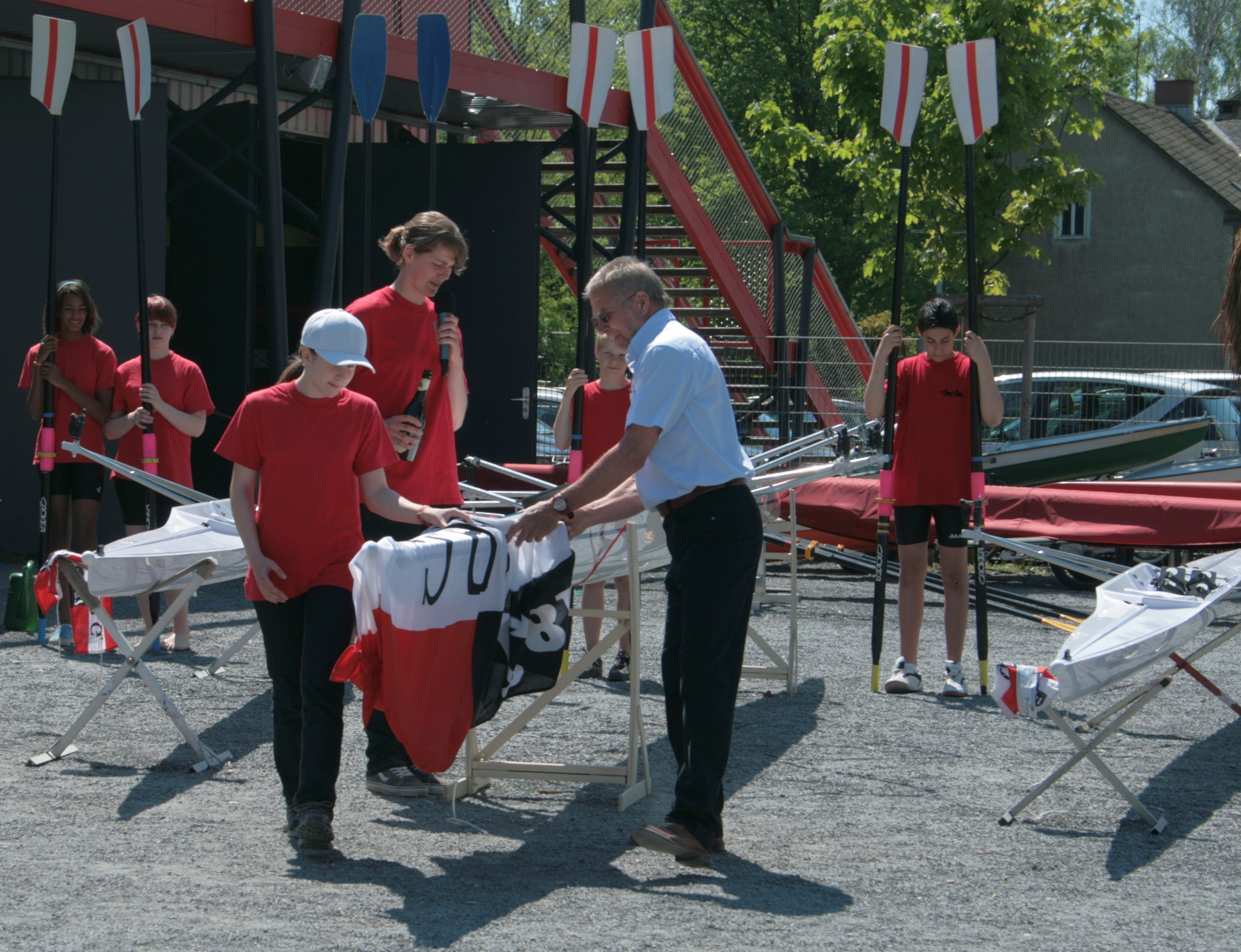
Bootstaufe 2008

Die Gießener Rudergesellschaft 1877 ist ein Sportverein in der mittelhessischen Stadt Gießen an der Lahn.

## Geschichte und Lage
Die Rudergesellschaft wurde am 20. Januar 1877 gegründet. Der Motor bei der Gründung war Christoph Rübsamen, der zunächst das Grundstück Am Woog an den Verein verpachtete und 1882 verkaufte. Albert Rübsamen, ein Neffe des Vereinsgründers, war 1894 Deutscher Meister im Einer. 1922 wurde ein neues Bootshaus fertiggestellt. Seit 1930 gibt es im Verein auch Frauenrudern.
1944 wurden die Bootshäuser bei Luftangriffen auf Gießen durch Bomben zerstört. Der Neubau aus der Nachkriegszeit diente bis 2005, dann entstand ein Neubau mit modernen Geräten und einer gleichnamigen Gaststätte. Das Bootshaus liegt am Rand der Gießener Innenstadt an der östlichen Seite Lahn, genau gegenüber dem 1906 gegründeten Gießener Ruderclub Hassia.

## Gießener Pfingst-Regatta
Im Jahr 1882 fand auf der Lahn die erste Gießener Ruderregatta statt, die von der Gießener Rudergesellschaft (RG) 1877 ausgerichtet wurde. Ab 1907 gab es zusätzlich eine Regatta des Gießener Ruderclub (RC) Hassia 1906, später kam eine weitere des Wassersportvereins (WSV) „Hellas“ 1920 e.V. hinzu.
1953 schlossen sich die beiden Vereine Gießener RG 1877 und der Gießener RC Hassia 1906 zusammen, um eine gemeinsame Regatta am Pfingst-Wochenende durchzuführen. Im 1954 gegründeten Regatta-Verein Gießen wurden auch der WSV Hellas 1920 Gießen und der Ski- und Kanu-Club Gießen Mitglieder.  Bei der bis heute jährlich ausgerichteten internationalen Pfingstregatta Gießen werden Wanderpokale verliehen, die zu den ältesten im deutschen Rudersport zählen: Der Großherzogs-Preis für das Rennen im Männer-Achter und der Lahn-Pokal wurden 1893 gestiftet. Die Regatta-Strecke auf der Lahn ist Teil der durch das Klinkel'sche Wehr aufgestauten Lahn und wird in Streckenlängen von 350 m, 500 m und 1.000 m unterteilt, deren Ziel jeweils zwischen den beiden Bootshäusern der RG und der Hassia liegt.

## Bekannte Sportler
Thomas Schneider war 1954 zusammen mit dem Konstanzer Gerhard Haege Europameister im Doppelzweier. Zwei Jahre später gewann Schneider mit Kurt Hipper, einem anderen Konstanzer, Silber im Doppelzweier.
Paul Dienstbach war bei den Weltmeisterschaften 2001 Zweiter mit dem Vierer ohne Steuermann, es folgten Gold 2002 und Bronze 2003. 2010 wurde Jonathan Koch Weltmeister im Leichtgewichts-Doppelvierer.